# Nereis marginata
Nereis marginata är en ringmaskart som beskrevs av Grube 1857. Nereis marginata ingår i släktet Nereis och familjen Nereididae. Inga underarter finns listade i Catalogue of Life.